# Хань (народ)
Хань, ханьцзу́ (кит. трад. 漢族, упр. 汉族, пиньинь hànzú, палл. ханьцзу, также кит. трад. 漢人, упр. 汉人, пиньинь hànrén, палл. ханьжэнь или ха́ньцы, также кита́йцы в узком этническом смысле) — этническая группа сино-тибетской языковой семьи. Занимает первое место по численности среди народов Земли (19 % общего населения), является крупнейшей народностью в Китае (91 %), в специальных административных районах КНР Гонконг (99 %) и Макао (97 %), а также на Тайване (97,6 %) и Сингапуре (76,1 %). Исторически в русском языке хань могут именоваться как китайцы (также под китайцами могут подразумевать всех граждан Китая вне зависимости от этнической принадлежности).

## Этимология
Слово Хань берёт начало от династии Хань, сменившей династию Цинь, которой удалось объединить весь Китай. Название династии произошло от названия реки Ханьшуй в центральной части Китая, у которой жили основатели династии Хань. Также это слово в Древнем Китае, особенно в классической китайской литературе, может означать Млечный Путь, так как сами ханьцы называли свою страну Небесной рекой или Поднебесной.
Во времена правления династий Цинь и Хань племена, населявшие Китай, стали ощущать себя частью единого народа. Кроме того, время правления династии Хань считается высшей точкой расцвета древнекитайской цивилизации. В это время его влияние распространилось на Центральную и Северо-Восточную Азию, а по территории и населению Древний Китай мог соперничать с Римской империей.

### Этимология слова «китайцы» в русском языке
В русском языке слово «китайцы», как и «немцы», является экзоэтнонимом, то есть оно не совпадает с китайским самоназванием (эндоэтнонимом) хань, хотя в этнографической и профессиональной литературе для уточнения применяется понятие ханьцы, хань. Китаями первоначально именовались кочевники-кидани, населявшие северные пределы современного Китая. От их названия и произошло русское Китай (см. этимологию слова).

## История

### Происхождение
История ханьцев тесно связана с историей Китая. Их предки жили на берегах Хуанхэ в северной части Китая. В «Ши-цзи» (исторических записках) китайского историографа Сыма Цянь даты царствования Жёлтого императора, мифического предка ханьцев, определены между 2698 и 2599 годами до нашей эры. Хотя исследование этого периода истории осложняется отсутствием исторических записей, обнаружение археологических раскопок выявили целый ряд неолитических культур вдоль центрального течения Хуанхэ — Луншань, Цюйцзялин, Яншао и других.
В XIX веке появилось множество предположений, в которых говорилось, что китайский народ пришёл от Древнего Египта до Индии и Монголии. На рубеже XX века французский автор Терьен де Лакупери предложил теорию отслеживания происхождения ханьцев по эламской надписи, найденной в юго-восточной части Каспийского моря. Хотя большинство элементов этой теории были не подтверждёнными и даже дискредитирующими, как, например, приравнивание Жёлтого императора к богу Нахунтэ (Nahhunte) в Месопотамии), ряд учёных продолжал придерживаться теории аккадского происхождения ханьцев и в 1920-х годах. Книги с ошибочными идеями Лакуперье были переведены на японский язык, а также широко пропагандировались в Китае, часто в японских интересах, в результате чего такие «западные истоки» стали тщательно дискредитироваться в Китае после Второй мировой войны.

### Ранний период
Первой династией, описанной в китайских исторических записях, была династия Ся. Период их правления в большей степени легендарный, так как археологических доказательств его нет. Династия Ся была свергнута народом с Востока, который основал династию Шан (1600—1046 года до н. э.). Самые ранние примеры китайской письменности восходят к периоду их правления. Некая форма письменности использовалась на костях оракула, предназначенных для гадания. Однако, развитая символика говорит о более раннем её появлении. Шан в конечном счёте была свергнута народом Чжоу, который возник на берегах Хуанхэ предположительно во 2 тысячелетии до н. э.
Объединение культуры и языка народа Шан привело к большему развитию Чжоу, они даже смогли захватить большую часть района к северу от реки Янцзы. Через завоевания и колонизации многое в этой области попало под влияния прото-ханьской китайской культуры. Тем не менее, власть Чжоу была нестабильной, что дало почву для образования новых независимых государств на данной территории. Период традиционно разделяется на две части: Период Весны и Осени и Период Сражающихся царств. Этот период стал эпохой крупного философского и культурного развития. Своего расцвета здесь достигают конфуцианство и даосизм.

### Имперский период
Эпоха сражающихся царств закончилась с объединением Китая династией Цинь после того, как ими были захвачены все остальные китайские государства. Её лидер, Цинь Шихуанди, объявил себя первым императором, используя недавно учреждённый титул, тем самым положив начало двухтысячелетнему периоду правления императоров в Китае. Он создал новый централизованный бюрократический штаб для замены старой феодальной системы, что придало ещё больше единства Китаю в экономическом и культурном плане. Также были введены единая письменность, валюта и стандарты мер.
Тем не менее, царствование первого императора было недолгим. Из-за его самодержавной власти и амбициозных проектов, вроде Великой Китайской стены, Цинь Шихуанди был очень непопулярен в народе, и вскоре после его смерти династия Цинь была свергнута. В ходе борьбы за трон к власти пришла династия Хань, как более сильная и прочная. Она сохранила гражданские институты, созданные при Цинь, но использовала более умеренную политику правления. Во время правления династии Хань наука и культура процветали, в то же время военное ремесло развивалось во всех направлениях. Этот период считается одним из важнейших периодов в истории Китая, сами ханьцы взяли своё самоназвание отсюда.
После продолжительного периода правления Хань их династия была свергнута из-за большой раздробленности страны и военных действий враждующих между собой царств. В это время северные района Китая были захвачены различными некитайскими кочевыми племенами, которые стали создавать собственные государства, наиболее успешным из которых считается Северный Вэй. И тогда же коренное население стали называть «hànrén» или «люди хань», чтобы отличить их от степных кочевников. Постоянные войны и вторжения привели к одной из первых в истории великих миграций ханьцев: население бежало на юг к Янцзы, что привело к заметному перевесу демографического и культурного центра Китая на юге. В то же время на севере, где ханьцы продолжали оставаться большинством, произошла ассимиляция кочевых племён, которые переняли культуру и язык ханьцев.
Во времена правления династий Суй и Тан позиции юга ещё более укрепились. Впоследствии продолжающиеся войны в Северном и Центральном Китае и относительная стабильность на южном побережье сделали этот регион благоприятным пристанищем для беженцев.
В следующие несколько веков Китай пережил множество крупных вторжений некитайских народов с Севера. В 1279 году монголы завоевали весь Китай, став первым некитайским народом, кому удалось сделать это. Они разделили китайское общество на 4 класса, причём сами монголы относились к высшему классу.
В 1368 году ханьские повстанцы изгнали монголов, и после непродолжительной борьбы к власти в Китае пришла династия Мин. Очаги борьбы в периферийных районах продолжали существовать в течение всего этого периода, и южные районы приняли много мигрантов из данных местностей.
В 1644 году маньчжуры вторглись в Китай из Маньчжурии. Остатки Мин бежали на Тайвань, где они в конечном счёте капитулировали в 1683 году. Тайвань, где до этого проживали в основном аборигены не китайского происхождения, из-за крупномасштабной миграции был сильно ассимилирован, хоть маньчжуры и противились этому, так как при этом было сложнее удерживать власть над островом. В то же время маньчжуры с ограниченным успехом противостояли китайской миграции в Маньчжурию, так как в их понимании она была домом маньчжурской династии. В конце правления династии Цин под давлением японской и русской экспансий ограничения были сняты, что привело к масштабной миграции ханьцев в эти районы.
В XIX веке усилилась китайская миграция в другие части света, в том числе в Юго-Восточную Азию, Австралию и Северную Америку.
До Второй мировой в Китае проживало около 40 млн мусульман «людей хуэй». Впоследствии из-за политики ассимиляции их количество сократилось до 10 млн.

### Новейшая история
В 1912 году в результате революции маньчжурская династия была свергнута. В результате империя Цин была разрушена, и образовалась Китайская Республика — национальное государство ханьцев. В 1931 году японцы завоевали Маньчжурию и создали на её территории марионеточное государство Маньчжоу-го. Японцы рассчитывали на поддержку в нём маньчжурских националистов, но к тому времени большинство населения Маньчжурии составляли ханьцы.
В 1949 году в китайской гражданской войне побеждают коммунисты и создают новое государство — Китайскую Народную Республику. Сторонники прошлой власти бегут на остров Тайвань. При содействии СССР в КНР были включены Восточно-Туркестанская Республика, Внутренняя Монголия и Тибет, народы которых ранее воспользовались правом самоопределения после распада империи Цин. В то же время в КНР организуется миграция в периферийные районы, так, в Синьцзяне доля ханьского населения увеличивается с 10 до 40 процентов.
Ханьская миграция в другие страны продолжилась и в двадцатом и в двадцать первом веках.
Пандемия коронавируса 2020 года вызвала рост насилия в отношении азиатов, прежде всего китайцев.

## Распространение
Основная часть ханьцев — свыше 1,2 млрд человек — живёт в Китае, где на них приходится 92 % всего населения. Ханьцы составляют большинство во всех провинциях, муниципалитетах и автономных районах Китая, кроме Синьцзян-Уйгурского (41 %) и Тибетского (8 %) автономных районов. Ханьцы также составляют большинство в обоих специальных административных районах КНР — Гонконге (95 % населения) и Макао (96 %).
Ханьцы также составляют большинство населения Тайваня (98 %), где они тоже являются большинством во всех округах и муниципалитетах.

### Зарубежье
За рубежом проживает около 35 миллионов ханьцев, из них почти 30 миллионов — в Юго-Восточной Азии. Не считая Тайвань, в Сингапуре находится крупнейшая ханьская община за рубежом — 3,4 млн человек, что составляет 77 % населения страны. Крупные ханьские общины также располагаются в Таиланде, Индонезии, Малайзии, Вьетнаме и на Филиппинах.
| Континент/Страна | Население         | Доля в стране | Доля от общей численности хуацяо |
| ---------------- | ----------------- | ------------- | -------------------------------- |
| Азия             | 28 800 000 (1998) |               | 81 %                             |
| Камбоджа         | 150 000 (2003)    | 1.2 %         |                                  |
| Индонезия        | 7 300 000 (2003)  | 3.1 %         |                                  |
| Япония           | 175 000 (2003)    | 0.1 %         |                                  |
| Северная Корея   | 50 000 (2003)     | 0.2 %         |                                  |
| Южная Корея      | 100 000 (2003)    | 0.2 %         |                                  |
| Лаос             | 50 000 (2003)     | 1 %           |                                  |
| Малайзия         | 7 000 000 (2004)  | 30 %          |                                  |
| Мьянма           | 1 300 000 (2003)  | 3 %           |                                  |
| Филиппины        | 1 500 000         | 2 %           |                                  |
| Сингапур         | 3 400 000 (2004)  | 76.8 %        |                                  |
| Таиланд          | 7 300 000 (2003)  | 12 %          |                                  |
| Вьетнам          | 2 300 000 (2003)  | 3 %           |                                  |
| Северная Америка | 5 100 000 (2009)  |               | 14,51 %                          |
| Канада           | 1 200 000 (2009)  | 3.68 %        |                                  |
| США              | 3 900 000 (2009)  | 0.617 %       |                                  |
| Европа           | 945 000 (1998)    |               | 2.6 %                            |
| Россия           | 109 000           |               |                                  |
| Франция          | 176 000           |               |                                  |
| Великобритания   | 247 403 (2001)    | 0.4 %         |                                  |
| Океания          | 564 000 (1998)    |               | 1.5 %                            |
| Австралия        | 454 000 (2003)    | 2.5 %         |                                  |
| Новая Зеландия   | 147 000 (2006)    | 3.5 %         |                                  |
| Африка           | 126 000 (1998)    |               | 0.3 %                            |
| ЮАР              | 100 000 (2003)    | 0.2 %         |                                  |
| Всего            | 35 175 000        |               | 100 %                            |

## Культура
Ханьцы являются одной из старейших в мире и самых сложных цивилизаций. Китайская культура насчитывает несколько тысяч лет. На протяжении веков она была под значительным влиянием конфуцианства, которое было официальной философией в имперский период правления, и помогло сформировать чёткую бюрократическую систему.

### Язык
Родной язык большинства ханьцев — китайский, диалекты которого варьируются фонетически в огромных пределах, примерно так же, как и близкородственные, но полностью независимые друг от друга романские языки. Несмотря на диалектное дробление, орфографически диалекты используют практически одни и те же иероглифы. Китайское письмо (общее для всех диалектов) является сильным связывающим культурным элементом. Оно появилось благодаря правителям династии Цинь, объединившим различные формы написания, существовавшие в то время. В течение тысячи лет литературный китайский язык использовался как стандарт письменного, поэтому грамматика и лексика имеют значительные различия с разными формами разговорного китайского языка.

### Имена
Китайские имена состоят, как правило, из двух-трёх слогов. Фамилия пишется впереди имени, и обычно состоит из одного слога. В Китае насчитывается 4 — 6 тысяч фамилий, из которых тысяча наиболее распространённых. Иногда фамилии говорят о предках носителей, например, многие люди с фамилиями Ма и Ху являются мусульманами.

### Одежда
Ханьфу (кит. трад. 漢服, упр. 汉服, пиньинь hànfú, южноминьский hànho̍k (ханхук), кантонский hɔn˧fʊk˨ (хонфок)) — это традиционный костюм ханьцев Китая.
Национальный костюм состоит из левополой с запа́хом на правую сторону хлопчатобумажной куртки и широких штанов.

### Религия
Общее число верующих оценивается в КНР примерно в 100 млн человек, около 10 % взрослого населения. Опрос China Daily от 7 февраля 2007 г. 4500 человек по всему КНР показал, что верующими считает себя 31 % взрослого населения. В Китае три главные «религии» — конфуцианство, даосизм, буддизм — всегда мирно сосуществовали, а большинство рядовых китайцев не видели и не видят между ними особого различия («народная религия»). Некоторая часть китайцев является христианами (смотрите статью Христианство в Китае)